# Åklagarens vittne och andra noveller
Åklagarens vittne och andra noveller är en samling noveller skrivna av Agatha Christie. Novellerna är sammanställda och utvalda av Jan Broberg och samlingen gavs ut på svenska 1984. Det finns en på engelska utgiven novellsamling med samma titel, The Witness for the Prosecution and Other Stories men den gavs ut redan 1948 och endast i USA, och består till största delen av andra noveller skrivna av Christie.
Titelnovellen Åklagarens vittne skrev Christie redan 1925 men den gavs ut under sin slutliga titel först 1933 och har bearbetas åtskilliga gånger för teater, film och TV.

## Innehåll
| Svenskt novellnamn          | Engelsk originaltitel             | Del av novellsamling     |
| --------------------------- | --------------------------------- | ------------------------ |
| Chokladasken                | The Chocolate Box                 | Poirots problem          |
| Triangel på Rhodos          | Triangel at Rhodes                | Murder in the Mews       |
| Problem till sjöss          | Problem at Sea                    | The Regatta Mystery      |
| Gul Iris                    | Yellow Iris                       | The Regatta Mystery      |
| Kokerskans äventyr          | The Adventure of the Clapham Cook | Poirots problem          |
| Dödens ört                  | The Herb of Death                 | Miss Marples mysterier   |
| Mysteriet i Villa Bungalow  | The Affair at The Bungalow        | Miss Marples mysterier   |
| Fallet med den skära pärlan | The Affair of the Pink Pearl      | Par i brott              |
| Den försvunna damen         | The Case of the Missing Lady      | Par i brott              |
| Mannen i dimman             | The Man in the Mist               | Par i brott              |
| Mysteriet i Sunningdale     | The Sunningdale Mystery           | Par i brott              |
| Mannen som var Nummer 16    | The Man Who Waas No. 16           | Par i brott              |
| Huset i Shiraz              | The House at Shiraz               | Parker Pyne Investigates |
| Åklagarens vittne           | The Witness for the Prosecution   | The Hound of Death       |
| Villa Näktergal             | Philomel Cottage                  | The Listerdale Mystery   |
| Olyckshändelse              | Accident                          | The Listerdale Mystery   |

## Den amerikanska utgåvan
The Witness for the Prosecution and Other Stories publicerades i USA 1948. Varje berättelse återfinns i någon av de brittiska samlingarna The Hound of Death, The Listerdale Mystery eller Problem at Pollensa Bay and Other Stories och därför publicerades inte denna samling i Storbritannien. En del av berättelserna är fantasyromaner snarare än mysterier.
- "Accident"
- "The Fourth Man"
- "The Mystery of the Blue Jar"
- "The Mystery of the Spanish Shawl" (a.k.a. "Mr. Eastwood's Adventure")
- "Philomel Cottage"
- "The Red Signal"
- "The Second Gong"
- "Sing a Song of Sixpence"
- "S.O.S."
- "Where There's a Will" (a.k.a. "Wireless")
- "The Witness for the Prosecution"